# 清水河组
清水河组是位于中国新疆沙湾县昌吉河至清水河一带的上侏罗世至下白垩世地层，1975年由王爱民等命名。该地层以灰绿、黄绿色泥岩、砂质泥岩与砂岩为主，间夹褐色、紫红色砂质泥岩。